# Bandeirante Esporte Clube
O Bandeirante Esporte Clube é um clube brasileiro de futebol da cidade de Birigui, interior do estado de São Paulo. Foi fundado em 11 de março de 1923 e suas cores são preto, branco e vermelho. Atualmente, o Bandeirante disputa a Série A3 do Campeonato Paulista.
É um dos clubes paulistas mais antigos e tradicionais do estado. Muitos jogadores famosos já jogaram pelo clube, como Polozzi (ex-Palmeiras e Seleção Brasileira), Paulinho McLaren (ex-Santos e que inclusive estreou como jogador profissional pelo Bandeirante), Palhinha (ex-São Paulo), Esquerdinha (ex-São Caetano e Botafogo), André Cunha (ex-Palmeiras), André Liranço (ex-Penapolense), Romeu Pelicciari (ex-Palmeiras) e Arinélson (ex-Santos).[carece de fontes?]

## História
O Bandeirante Esporte Clube foi fundado em 11 de março de 1923.[carece de fontes?] Estreou em competições profissionais na Segunda Divisão (atual Série A2) do Campeonato Paulista de 1948.[carece de fontes?] Em 1963, foi campeão do Série A4 (quando ainda se chamava Terceira Divisão) em cima do Monte Alegre de São Caetano do Sul.[carece de fontes?]
Desde 1980 oscilava entre o segundo e o terceiro nível do Paulistão (atuais A-2 e A-3, respectivamente).[carece de fontes?]
Em 1983, o BEC jogou a fase decisiva da Segunda Divisão (atual A2) pela primeira vez na sua história contra o Noroeste de Bauru, o XV de Piracicaba e o Nacional Atlético Clube de São Paulo. A campanha foi muito irregular e o time acabou perdendo a primeira oportunidade de acesso quando foi derrotado pelo XV de Piracicaba por 3-2 numa batalha campal no Estádio Barão de Serra Negra em Piracicaba.
A chance derradeira de acesso foi quando o Bandeirante recebeu o Noroeste em Birigui, porém o BEC acabou sendo derrotado pelo time visitante por 1-0. Pra piorar, o árbitro Luiz Carlos Antunes anulou um gol legal do time biriguiense aos 43 do segundo tempo e com isso a torcida leonina invadiu o gramado não só para agredir o assistente que deu impedimento no único gol do BEC no jogo como acabou invadindo também o lugar da torcida do time bauruense.[carece de fontes?] Foi a maior tragédia da história do clube em toda a sua história.
Após dois anos de altos e baixos, o Leão da Noroeste finalmente voltou a fase decisiva do Paulistão da Segunda Divisão em 1986 quando enfrentou novamente o Noroeste, o Esporte Clube São Bernardo e o União Barbarense num quadrangular disputado na cidade de Campinas. Após perder na estreia para o time de Bauru, o Bandeirante conseguiu mais 2 vitórias e 1 empate até o duelo decisivo contra o EC São Bernardo do qual o BEC derrotou o time do ABC por 2-1 e conseguiu o tão sonhado acesso para a primeira divisão do estado de São Paulo. Com um acordo entre as diretivas dos quatro clubes e a FPF, a última rodada para saber quem seria o campeão foi disputada em Birigui (Bandeirante x União Barbarense) e Bauru (Noroeste x EC São Bernardo), o Bandeirante venceu o time de Santa Bárbara d'Oeste por 2-0 e ganhou o troféu de campeão da Segunda Divisão (atual A2) daquele ano.
Por ser campeão da divisão antes da elite estadual, participou pela primeira e única vez da Primeira Divisão (atual A-1) em 1987.[carece de fontes?] Mas não foi bem sucedido durante todo o campeonato e foi rebaixado como lanterna da competição. O maior feito do time no campeonato daquele ano foi vencer o São Paulo no Estádio do Morumbi por 2 a 0.[carece de fontes?]
No Paulistão de 1988, a Federação Paulista mudou tantas vezes as leis de rebaixamento, o que fez Bandeirante e a Ponte Preta tentarem na justiça o direito de disputar novamente a Primeira Divisão.[carece de fontes?] A maioria dos clubes da Primeira boicotaram os dois clubes que acabaram sendo rebaixados para a Segundona e a Federação Paulista de Futebol anulou os rebaixamentos na primeira divisão até 1991.[carece de fontes?]
No ano de 1995, o Bandeirante acabou sendo vice-campeão da Série A3 e conseguiu o acesso para a Série A2 junto com o Noroeste que acabou sendo o campeão daquele torneio. Porém acabou rebaixado novamente para a A3 logo no seu retorno à segunda divisão do Paulistão.
Em 2001, devido a implementação da Liga Rio-São Paulo, conseguiu subir novamente da Série A3 para a Série A2 do Paulistão. Já no segundo semestre do mesmo ano, sagrou-se campeão da Copa Coca-Cola (atual Copa Paulista) em cima do União Barbarense.[carece de fontes?] O torneio dava direito a uma vaga na Copa do Brasil para a equipe campeã, mas em uma destas inexplicáveis viradas de mesa, o direito de disputar o certame nacional foi passado ao Clube Atlético Bragantino.[carece de fontes?]
Em 2004, 2005 e 2007, o time ficou muito próximo de subir à Série A-1 do Paulistão[carece de fontes?] e no ano de 2008, a equipe foi rebaixada para a Série A-3.[carece de fontes?]
Em 2010, o BEC sentiu o gosto amargo de ser rebaixado para a Segunda Divisão (antiga Série B-1).[carece de fontes?] e ficou por lá disputando o Campeonato Paulista - Série A4 com certa regularidade, chegando a passar da primeira fase algumas vezes.[carece de fontes?]
Após ficar de fora das competições oficiais em 2017, o Bandeirante retorna com a promessa de um grande ano em 2018,[parcial?] já que o clube conseguiu quitar todas as dívidas que possuía e ainda investiu pesado na reforma do Estádio Pedro Marin Berbel para oferecer melhor estrutura para atletas e torcedores.[carece de fontes?] Acabou sendo eliminado na segunda fase num grupo com Comercial Futebol Clube, Paulista e Itapirense.[carece de fontes?]
Após um ano de 2019 para esquecer com uma campanha pífia na Bezinha,[parcial?] o Leão da Noroeste trocou a sua junta diretiva para a temporada 2020.[carece de fontes?] Num campeonato que foi adiado para os últimos quatro meses do ano por causa da pandemia, o Bandeirante sobrou na primeira fase (com direito a goleada histórica de 7 a 0 no clássico rival contra a Associação Esportiva Araçatuba em território rival).[parcial?][carece de fontes?]
Nos mata-matas eliminou XV de Jaú, Osvaldo Cruz (nesse confronto, o jogo da volta teve uma virada sensacional do BEC com meio time em quarentena por causa do COVID-19) e Grêmio Prudente até finalmente conquistar um acesso depois de 10 anos fora do Campeonato Paulista de Futebol - Série A3 em cima desse último adversário.[carece de fontes?] Na decisão, o BEC chegou a tocar na taça, mas perdeu a final para o São José Esporte Clube.[carece de fontes?]
Já de volta ao terceiro nível estadual depois de uma década,[carece de fontes?] o Bandeirante fez uma campanha muito irregular no Campeonato Paulista de Futebol - Série A3 e terminou na 11ª colocação da primeira fase.[carece de fontes?] Não disputou a Copa Paulista de Futebol alegando dificuldades financeiras e reestruturação.[carece de fontes?].
Em 2022 e 2023 (ano de seu centenário), o clube biriguiense acertou com Paulinho McLaren para ser seu treinador e acabou terminando na 9a colocação do Paulistão Série A3 em ambos os anos, chegando muito perto da classificação.

## Estádios
Estádio Municipal Pedro Marin Berbel (Pedrão)
O time manda os seus jogos no Estádio Municipal Pedro Marin Berbel, ou "Pedrão", com capacidade para 18.000 pessoas.[carece de fontes?] A partida de inauguração do "Pedrão" ou "La Pedronera" (apelido dado ao time nos anos de 2007 a 2009, o qual todos os jogos eram lotados[carece de fontes?]) ocorreu em 11 de fevereiro de 1983 entre Bandeirante 1 x 2 Botafogo de Ribeirão Preto.[carece de fontes?] Antes, a equipe mandava seus jogos no acanhado Estádio Roberto Clark onde, posteriormente, através de um leilão judicial, o estádio foi demolido, dando lugar a um grande hipermercado.[carece de fontes?]
Estádio Roberto Clark
Antigo estádio em terreno doado pela família Clark ao Leão da Noroeste, até 2016 era patrimônio único do clube onde funcionava a escolinha do Bandeirante.[carece de fontes?] Devido a dívidas o estádio foi a leilão judicial, sendo arrematado pelo Grupo Muffato pela bagatela de 9,2 milhões de reais quando as dívidas do clube era de aproximadamente 2,2 milhões de reais.[carece de fontes?]
Isso possibilitou o clube se reestruturar, quitando todas as suas dívidas e ainda adquirindo um ônibus, além de uma pequena propriedade rural de quase 4 alqueires onde futuramente será construído o centro de treinamentos do BEC.[carece de fontes?] Ainda assim, o clube estruturou o Estádio Municipal Pedro Marin Berbel (pois o mesmo se encontra sob sua concessão) com novos alojamentos, moderna academia profissional de futebol, novos e modernos vestiários, nova iluminação em LED, novo refeitório, além de várias outras melhorias tanto na estrutura física como também a criação da TV & RÁDIO BEC no antigo camarote das autoridades.[carece de fontes?]

## Mascote
No passado, a equipe do Bandeirante Esporte Clube fez uma excursão, jogando contra equipes de cidades existentes ao longo da Estrada de Ferro Noroeste do Brasil, não perdendo e nem empatando uma só partida. A partir daí, ficou conhecido como "Leão da Noroeste".[carece de fontes?]
Assim como sua cidade, o Leão da Noroeste era muito citado no Rockgol de Domingo, com direito a leãozinho de pelúcia vestido de uniforme bandeirantino no cenário.[carece de fontes?]

## Elenco atual
Este é o elenco para a disputa do Campeonato Paulista de 2025 – Série A3.

## Títulos
| Estaduais | Estaduais                      | Estaduais | Estaduais  |
|           | Competição                     | Títulos   | Temporadas |
| --------- | ------------------------------ | --------- | ---------- |
| São Paulo | Copa Paulista                  | 1         | 2001       |
| São Paulo | Campeonato Paulista - Série A2 | 1         | 1986       |
| São Paulo | Campeonato Paulista - Série A4 | 1         | 1963       |

## Estatísticas

### Participações
|  | Participações em 2025 |

| Competição | Competição          | Temporadas | Melhor campanha     | Anos                                                                                | A | R |
| São Paulo  | Campeonato Paulista | 2          | 20º colocado (1987) | 1987-1988                                                                           |   | 1 |
| São Paulo  | Série A2            | 20         | Campeão (1986)      | 1948, 1950, 1952, 1982-1986, 1989-1991, 1993, 1996 e 2002-2008                      | 1 | ? |
| São Paulo  | Série A3            | 25         | Vice-campeão (1995) | 1964-1967, 1973-1976, 1980-1981, 1992, 1994-1995, 1997-2001 e 2009-2010 e 2021-2025 | ? | ? |
| São Paulo  | Série A4            | 10         | Campeão (1963)      | 1963, 1977, 2011, 2013-2016 e 2018-2020                                             | ? | ? |
| São Paulo  | Segunda Divisão     | 2          | Sem dados           | 1978-1979                                                                           | ? | – |
| São Paulo  | Copa Paulista       | 6          | Campeão (2001)      | 1999, 2001-2002, 2004 e 2006-2007                                                   |   |   |

### Últimas dez temporadas
Legenda:
| Campeão Vice-campeão Eliminado nas semifinais | Campeão e promovido à divisão superior Vice-campeão e/ou promovido à divisão superior Rebaixado à divisão inferior | Classificado à fase de grupos da Copa Libertadores Classificado à fase preliminar da Copa Libertadores Classificado à Copa Sul-Americana Campeão do Campeonato do Interior |